# Isaac Acuña
Isaac Acuña Sánchez (ur. 18 sierpnia 1989 w Calexico) – meksykański piłkarz z obywatelstwem amerykańskim występujący na pozycji napastnika lub ofensywnego pomocnika, od 2024 roku zawodnik gwatemalskiej Guastatoyi.

## Kariera klubowa
Acuña urodził się w mieście Calexico, w amerykańskim stanie Kalifornia, jednak profesjonalną karierę rozpoczął w ojczyźnie swoich rodziców, Meksyku, w stołecznej drużynie Club América. W pierwszym zespole zadebiutował za kadencji szkoleniowca Jesúsa Ramíreza, 10 kwietnia 2010 w ligowym spotkaniu z Jaguares (3:1).
Sezon Clausura 2011 Acuña spędził na wypożyczeniu w innym meksykańskim pierwszoligowcu, Querétaro. Podczas gry w tym klubie 21–latek zdobył pierwszą bramkę w najwyższej klasie rozgrywkowej – 19 lutego 2011 w wygranym 2:0 meczu wyjazdowym z Santos Laguną. Sezon zakończył występem w 9 ligowych meczach, w których zanotował 3 gole i asystę.
Wiosną 2012 Acuña zasilił drugoligową filię drużyny Atlante o nazwie Mérida FC.
| Sezon     | Klub         | Kraj   | Rozgrywki        | Mecze | Bramki |
| --------- | ------------ | ------ | ---------------- | ----- | ------ |
| 2009/2010 | Club América | Meksyk | Primera División | 1     | 0      |
| 2010/2011 | Club América | Meksyk | Primera División | 0     | 0      |
| 2010/2011 | Querétaro FC | Meksyk | Primera División | 9     | 3      |
| 2011/2012 | Club América | Meksyk | Primera División | 6     | 0      |
| 2011/2012 | Mérida FC    | Meksyk | Liga de Ascenso  |       |        |